# Labocurtidia curtisi
Labocurtidia curtisi är en insektsart som beskrevs av Nielson 1979. Labocurtidia curtisi ingår i släktet Labocurtidia och familjen dvärgstritar. Inga underarter finns listade i Catalogue of Life.